# Universidad Autónoma Metropolitana
La Universidad Autónoma Metropolitana (UAM) es una universidad pública mexicana fundada en 1974 en la Ciudad de México. La institución tiene como propósito estar profundamente ligada al entorno social y humano, conservándose a la vanguardia, en constante investigación y reinvención de la educación superior. Al ser un organismo público autónomo descentralizado del Estado (artículo 1 de la Ley Orgánica de la UAM), está basado en los principios de libertad de cátedra y de investigación, e inspirado en todas las corrientes del pensamiento. Cuenta con cinco unidades académicas localizadas en la Zona Metropolitana del Valle de México con sedes en Azcapotzalco,  Cuajimalpa, Iztapalapa, Xochimilco (Ciudad de México) y, Lerma (Estado de México). 
Es la primera universidad de México en tener un mayor número de profesores-investigadores de tiempo completo con Doctorado, de acuerdo al Estudio Comparativo de Universidades Mexicanas (ECUM); la segunda en tener mayor número de investigadores incorporados en el Sistema Nacional de Investigadores (SNI) y la segunda en tener a investigadores en el nivel 3 del mismo. Una de las principales universidades en México en aportar el mayor número de investigación, así como, la segunda institución en tener publicaciones en revistas arbitradas en el Instituto para la Información Científica (ISI), Latindex e incluidas en el Índice de revistas mexicanas de investigación científica y tecnológica del Consejo Nacional de Ciencia y Tecnología (CONACYT), también se encuentra entre las primeras cuatro con el mayor número de patentes otorgadas en México. Es la única universidad mexicana posicionada entre las 100 universidades con mayor impacto social en el mundo, así como, entre 2019-2021 la institución mexicana más alta entre las mejores universidades del mundo.

## Historia

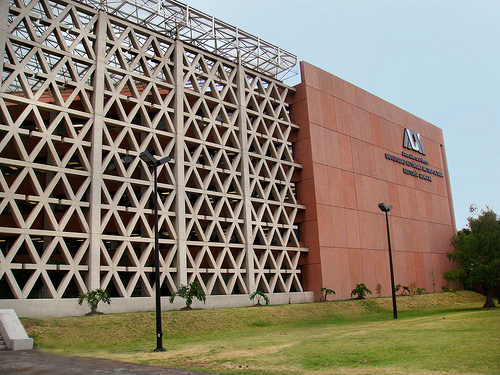
Edificio de la Rectoría General de la Universidad.

Una vez concluido el histórico movimiento estudiantil de 1968 en México, y tras otros subsecuentes movimientos en favor de la educación y de reclamo de mejoras sociales, se hizo evidente la necesidad de una reforma integral de la educación en México.
En 1973, durante el sexenio del presidente Luis Echeverría Álvarez, la Asociación Nacional de Universidades e Institutos de Enseñanza Superior (ANUIES), hizo entrega de un documento al Presidente de la República señalando la necesidad de establecer una nueva universidad en el área metropolitana de la Ciudad de México, teniendo en consideración puntos tales como el incremento de la demanda estudiantil y la cada vez mayor insuficiencia de las instituciones universitarias existentes para admitir a más alumnos.
Se propuso entonces que el naciente proyecto de universidad constituyera asimismo una oportunidad para modernizar la educación superior del país. Las características esperadas de la nueva universidad eran que fuese pública, metropolitana, autónoma, además de innovadora en lo educativo y en lo organizacional.
Es bajo tales expectativas que entra en vigor la ley para la creación de la Universidad Autónoma Metropolitana, el día 1° de enero de 1974. El 10 de enero del mismo año, es nombrado primer Rector de la UAM el arquitecto Pedro Ramírez Vázquez.
La Universidad es constituida desde su creación por tres unidades, las cuales están ubicadas en Iztapalapa, Azcapotzalco y Xochimilco, con la idea de favorecer la descentralización y permitir el pleno desarrollo de cada una de ellas. En forma empírica, se ubicó la investigación científica en la Unidad Iztapalapa (UAM-I), las carreras tradicionales como la ingeniería civil y la arquitectura en la Unidad Azcapotzalco (UAM-A) y el área de la salud en la Unidad Xochimilco (UAM-X). Posteriormente, se decidió que su organización interna estaría compuesta por Divisiones y Departamentos Académicos, generando un contraste con las Escuelas y Facultades de las universidades existentes. Cada División agruparía diversas áreas del conocimiento y cada Departamento disciplinas afines, con objeto de otorgarle una estructura flexible que impida el rezago que la educación ha resentido en relación con los avances de la ciencia.
El primer Rector de la Unidad Iztapalapa fue el Dr. Alonso Fernández González e inició sus actividades el 30 de septiembre de 1974. A su vez, el Rector de la Unidad Azcapotzalco fue el Dr. Juan Casillas García de León, la cual abrió sus puertas el 11 de noviembre de 1974. Para la Unidad Xochimilco fue Rector el Dr. Ramón Villarreal Pérez, iniciando la actividad docente también el 11 de noviembre de 1974.
En fechas recientes, se analizó la posibilidad de crear una nueva unidad de la UAM. El 26 de abril de 2005 el Colegio Académico de la institución aprobó la creación de la Unidad Cuajimalpa, designando en junio de ese año a Dra. Magdalena Fresán Orozco como primera Rectora. Las actividades de la Unidad arrancaron oficialmente el 14 de septiembre de 2005, empleando diferentes ubicaciones, en un primer momento en la Universidad Iberoamericana. Después ocupó tres instalaciones temporales: Baja California, Artificios y Constituyentes añadiéndose una cuarta en Constituyentes 647. Su ubicación definitiva se logró en 2014 en el predio del "escorpión", antiguos terrenos de la Zona Especial Forestal y de Repoblación Bosques Industriales La Venta, la cual no se había podido construir por la falta de certidumbre jurídica y la oposición de pobladores locales a la urbanización del bosque del Ocotal en La Venta de Cuajimalpa.

### Huelga del 2008
El 1 de febrero de 2008, estalló (la que es hoy) la segunda huelga más larga de la historia de esta Institución, dejando sin actividades a más de 45 mil estudiantes por poco más de 2 meses; este movimiento fue originado por el Sindicato Independiente de Trabajadores de la UAM, en el que exigían un 35% de aumento salarial y el cese a algunas violaciones a su Contrato Colectivo de Trabajo. Al no haber ninguna negociación clara entre SITUAM y la UAM, en la noche del 1 de febrero se decretó el estallamiento de huelga y la instalación de banderas rojinegras en todas las unidades de esta casa de estudios.
La huelga terminó el 3 de abril de 2008, en el que los trabajadores aceptaron el 3.5% de aumento salarial y un 50% de los salarios caídos. Ese mismo día, rectoría reacomodó el calendario para que no se perdiera el trimestre lectivo.

### Huelga del 2019
El 1 de febrero de 2019, estalló la huelga más larga de esta casa de estudios, dejando sin actividades a 58 mil alumnos, la huelga fue provocada por el Sindicato Independiente de Trabajadores de la Universidad Autónoma Metropolitana (SITUAM) el cual pedía un aumento salarial del 20% y el cese de algunas violaciones al Contrato Colectivo de Trabajo (CCT). Al no haber una solución clara, el sindicato estalló la huelga el 1 de febrero y la colocación de banderas rojinegras en todas las bases de esta universidad. El 5 de mayo de 2019 el SITUAM levantó la huelga de 93 días de paro, aceptando el 6.45% de aumento salarial, 3.45% de incremento directo y 3% al tabulador; además de recibir el 100% de los salarios caídos y 100% de prestaciones. Días después, rectoría reacomodó el calendario para no perder el trimestre interrumpido.

### Paro estudiantil del 2023
El 8 de marzo del 2023, durante la conmemoración del Día Internacional de la Mujer, la Comisión de Faltas de la División de Ciencias Sociales y Humanidades de la unidad Cuajimalpa dictaminó un caso de presunta violación, siendo desfavorable para la víctima, pues la Comisión concluyó que no podía resolver el caso por las ambigüedades presentes en el reglamento del alumnado de la universidad; esto provocó que el 9 de marzo estallara una toma indefinida de instalaciones por estudiantes y colectivas exigiendo una nueva dictaminación y la atención inmediata de otros casos de violencia de género, acoso, abuso y violación sexual por parte de alumnos, profesores y trabajadores.
Entre tanto, el viernes 10 de marzo, las unidades Azcapotzalco, Iztapalapa, Lerma y Xochimilco estallaron en paro indefinido en solidaridad con la unidad Cuajimalpa y para presionar a las autoridades universitarias para reformar el reglamento del alumnado y la atención inmediata de diversos casos de violencia de género y sexual que se han obstruido o ralentizados.

### Paro estudiantil del 2025
El 21 de abril de 2025, debido a la aprobación de un instructivo de seguridad por el consejo académico de la unidad Azcapotzalco provocó el estallido nuevamente de la toma indefinida de instalaciones por parte de los estudiantes porque no fueron consultados debidamente, ese mismo día antes de la toma de las instalaciones, las autoridades colocaron cadenas en las puertas de entrada y salida de la universidad, mostrando una actitud autoritaria, a raíz de está problemática, la unidad de Iztapalapa se unió en solidaridad el día 22 de abril y la par la unidad de Xochimilco el día 23 de abril. A pesar de la abrogación del instructivo el día 24 de abril, el paro continuó hasta el cumplimiento de las demás demandas del pliego petitorio entregado a las autoridades por parte de los estudiantes en paro. El día 25 de abril se llevó a cabo una protesta, convocada por los estudiantes de las cinco unidades en la Rectoría General ubicaba en Tlalpan.
El paro duró una semana en las unidades de Iztapalapa y Xochimilco, por lo cual, la única unidad que continuó en protesta fue la unidad Azcapotzalco que en total duró tres semanas y media, terminando el día 14 de Mayo por la tarde debido al desgaste físico y moral de los estudiantes acinados en las instalaciones.

## Estructura organizacional
La estructura orgánica de la Universidad Autónoma Metropolitana es la forma en que se organizan las relaciones entre los diferentes órganos y sus autoridades en los que recae el gobierno, la administración y operación de esa casa de estudios que tiene su sede en México. Fue pensada para evitar el centralismo y las arbitrariedades en la toma de decisiones. Por ello, se consideró un modelo basado en órganos colegiados, unidades académicas, divisiones y departamentos, mismos que tienen facultades y obligaciones distintas.
La UAM se compone de 5 Unidades Académicas y 1 Rectoría General, cada Unidad cuenta con su organigrama propio.

### Rectores Generales
| Rector General                    | Periodo     |
| --------------------------------- | ----------- |
| Pedro Ramírez Vázquez             | 1974 - 1975 |
| Juan Casillas García de León      | 1975 - 1979 |
| Fernando Salmerón Roiz            | 1979 - 1981 |
| Sergio Reyes Luján                | 1981 - 1985 |
| Oscar Manuel González Cuevas      | 1985 - 1989 |
| Gustavo A. Chapela Castañares     | 1989 - 1993 |
| Julio Rubio Oca                   | 1993 - 1997 |
| José Luis Gázquez Mateos          | 1997 - 2001 |
| Luis Mier y Terán Casanueva       | 2001 - 2005 |
| José Lema Labadie                 | 2005 - 2009 |
| Enrique Fernández Fassnacht       | 2009 - 2013 |
| Salvador Vega y León              | 2013 - 2017 |
| Eduardo Abel Peñalosa Castro      | 2017 - 2021 |
| José Antonio de los Reyes Heredia | 2021 - 2025 |
| Gustavo Pacheco López             | 2025 - 2029 |

### Sistema de admisión
Actualmente la UAM cuenta con uno de los sistemas de admisión más avanzados de Latinoamérica.
En la primavera de 1993 la UAM implementó un sistema de admisión llamado Registro en Red, se calculaba que diariamente podía atender a siete mil aspirantes durante el período que dura el proceso de admisión. Los interesados no tardaban más de 20 minutos en realizar sus trámites; asimismo, el costo económico del proceso se redujo considerablemente. Este sistema permitió trabajar con las tres Unidades en el proceso de inscripción y reinscripción al ciclo escolar.
En la década de los noventa, la Universidad decidió instalar su centro de admisión para las tres Unidades en la Alberca Olímpica.
Actualmente el sistema de admisión es totalmente vía internet, los interesados se deben registrar en la página http://admision.uam.mx/registro/adm_convocatoria.html llenar una hoja de datos estadísticos y subir una fotografía, después se procede al pago en el banco y una vez verificado se descarga el comprobante del examen
Las guías de estudio y paquetes informativos con datos generales de la UAM y de los planes de estudio de cada División Académica se pueden adquirir en cualquier unidad académica de la UAM.
Un punto importante a destacar es el prerregistro de la solicitud que se realiza por los aspirantes vía internet desde el año 2000.
En el registro en línea se completan datos que se piden al solicitar el registro, para realizar la ficha de datos.
Se sube una fotografía digital la cual debe cumplir con requisitos previos, y se llena un cuestionario socioeconómico.
Se procede a imprimir el pago en línea y el comprobante de registro.

### Unidades sede y oferta académica
Actualmente la Universidad Autónoma Metropolitana cuenta con cinco unidades académicas sede y su oferta consta de 82 licenciaturas, 12 especializaciones, 56 maestrías y 37 doctorados, que se imparten en sus cinco unidades:

#### Azcapotzalco

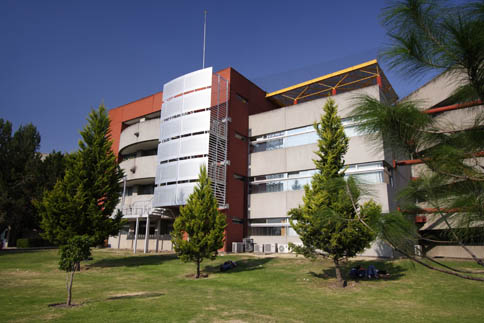
Edificios de la unidad de Azcapotzalco.

El 11 de noviembre de 1974 la Unidad Azcapotzalco de la Universidad Autónoma Metropolitana abrió sus puertas para formar profesionistas en las Ciencias Básicas e Ingeniería (CBI), las Ciencias Sociales y Humanidades (CSH) y las Ciencias y Artes para el Diseño (CyAD), misión que día a día ocupa a la institución a través del cumplimiento de las labores sustantivas de Docencia, Investigación y Preservación y difusión de la Cultura.
A lo largo de cuarenta años de labores, la UAM-Azcapotzalco ha brindado educación a más de 28 mil egresados quienes, sin importar su preparación científica, se definen por el carácter humanista de su formación; es decir, por su capacidad de enfrentar y resolver requerimientos sociales.
Con base en la Ley Orgánica de la Universidad Autónoma Metropolitana, el Modelo UAM tiene la suficiencia para adecuarse, la capacidad para evolucionar y la cualidad para responder a las necesidades sociales siempre cambiantes de nuestro entorno.
Para ello, desde su fundación, la UAM-Azcapotzalco —al igual que las Unidades Académicas hermanas de Iztapalapa y Xochimilco— impulsó las bondades de la figura del profesor-investigador, del esquema académico departamental, de la organización de la investigación por áreas, así como del reconocimiento e institucionalización de prácticas administrativas de apoyo académico, todos ellos aspectos plasmados en el Reglamento Orgánico de la Universidad Autónoma Metropolitana, aprobado por el Colegio Académico en 1982, documento que ha dado sentido y dirección universitaria a la Institución
- Ciencias Sociales y Humanidades (CSH).
- Ciencias Básicas e Ingeniería (CBI).
- Ciencias y Artes para el Diseño (CyAD).

#### Cuajimalpa

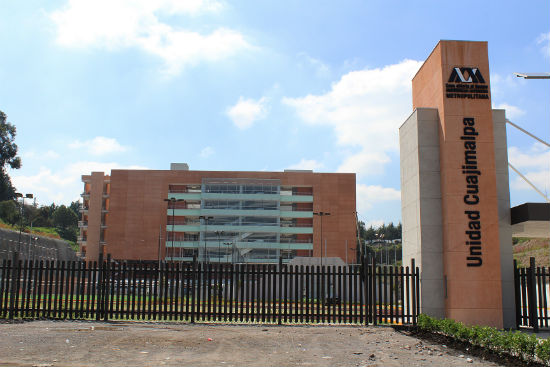
Edificio de la unidad de Cuajimalpa.

En 2005 fue fundada la unidad Cuajimalpa, buscando responder a las necesidades actuales de la sociedad con la siguiente misión: vincular el proceso de enseñanza-aprendizaje con el desarrollo sustentable de la zona en la que se ubica, estableciendo relaciones entre los elementos de la educación y las tareas universitarias como la generación, transmisión, aplicación y difusión del conocimiento con los sujetos sociales.
La organización académica que ha caracterizado a la UAM, se basa en un modelo innovador denominado Modelo Departamental, que surge en 1974 como un esquema alternativo a los modelos educativos existentes en el país en ese entonces, los cuales estaban conformados fundamentalmente por escuelas y facultades.
- Ciencias Sociales y Humanidades (CSH).
- Ciencias de la Comunicación y Diseño (CCD).
- Ciencias Naturales e Ingeniería (CNI)

#### Iztapalapa

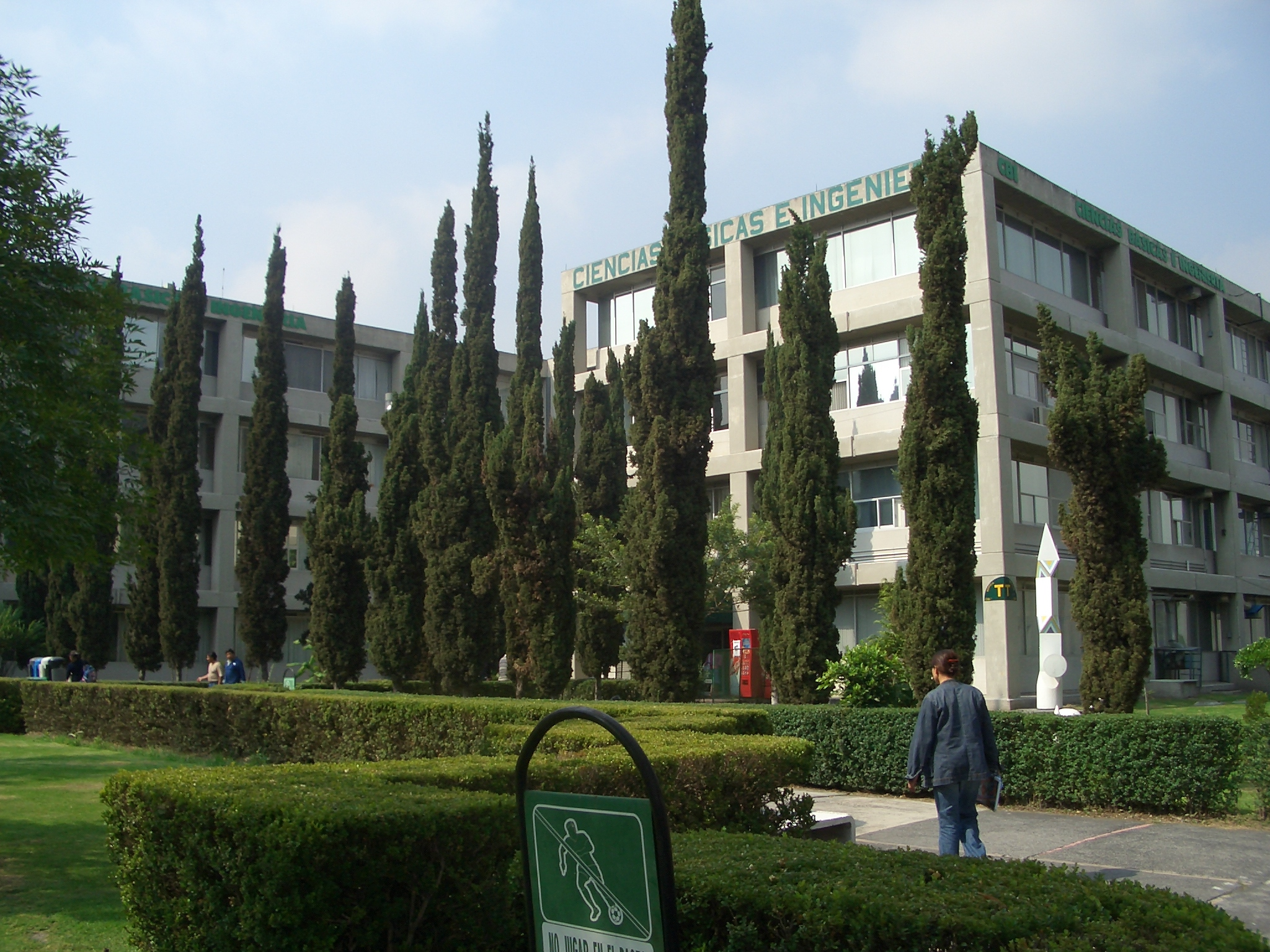
Edificios de la unidad de Iztapalapa.

La unidad Iztapalapa de la UAM fue la primera en iniciar la construcción de edificios e instalaciones. Se compró un predio de 177,955 metros cuadrados en la delegación Iztapalapa para iniciar los trabajos.
Su construcción se planeó en 6 etapas:
Durante la primera y segunda etapas (1973-1974) se construyeron el edificio de aulas "D", con 4,941 metros cuadrados; el edificio de aulas "C", con 4,368 metros cuadrados; el edificio de Rectoría ("A"), con 3,639 metros cuadrados. Cerca del edificio "A" se construyeron los edificios de laboratorios ("R"), con 5,844 metros cuadrados, y el edificio de baños, vestidores, canchas de squash y cafetería, con 5,299 metros cuadrados. En total 24,091 metros cuadrados construidos.
En la tercera etapa, ejecutada en 1975, se construye el edificio de la división de CSH ("H"), con 4,776 metros cuadrados, así como la urbanización correspondiente.
La cuarta etapa, realizada en 1976, incluyó al edificio de la división de CBS ("S"), con 9,148 metros cuadrados, y el edificio de Servicios, Operación y Mantenimiento ("Q"), con 2,324 metros cuadrados. En total 11,472 metros cuadrados construidos.
En 1982 se consolidó la planta física de la unidad, al construirse las plantas piloto 1, 2 y 4, y el edificio de la división de CBI ("T"); el edificio de aulas "B", con las oficinas de Sistemas Escolares y el Teatro del Fuego Nuevo (planta baja); la Biblioteca (edificio "L"), las bodegas (edificios "O" y "U"), así como la Sala Cuicacalli (edificio "G"). Un aumento del área de construcción de casi 29,000 metros cuadrados.
Durante el decenio de los ochenta se construyó el edificio de aulas "E" y los servicios audiovisuales (planta baja del edificio de aulas "C")
En el decenio de los noventa se construyeron los anexos de los edificios "T" y "S", con 5,313 y 3,039 metros cuadrados, respectivamente; el anexo del edificio "H" y el edificio "F", que aunados al edificio "H" representan un total de 9,305 metros cuadrados de cubículos y aulas.
En el año 2000 se construyen los edificios "W" (Cenica), el laboratorio central (edificio "I") y el anexo del "I"; con esto la superficie construida logra alrededor de 100,000 metros cuadrados.
Actualmente se construye el estacionamiento del edificio de "Ciencia y Tecnología". En la actualidad, la construcción del edificio "Ciencia y Tecnología" se encuentra en obra negra desde 2011 con suspensión en su construcción. En 2016 entró en controversia al señalarse un desvío de 50 millones de pesos  para el término de su construcción sobre un presupuesto de 350 millones de pesos para la ampliación de la Unidad Azcapotzalco.
Además se han concluido la ampliación de la cafetería y del teatro al aire libre.
- Ciencias Sociales y Humanidades (CSH).
- Ciencias Básicas e Ingeniería (CBI).
- Ciencias Biológicas y de la Salud (CBS).

#### Xochimilco

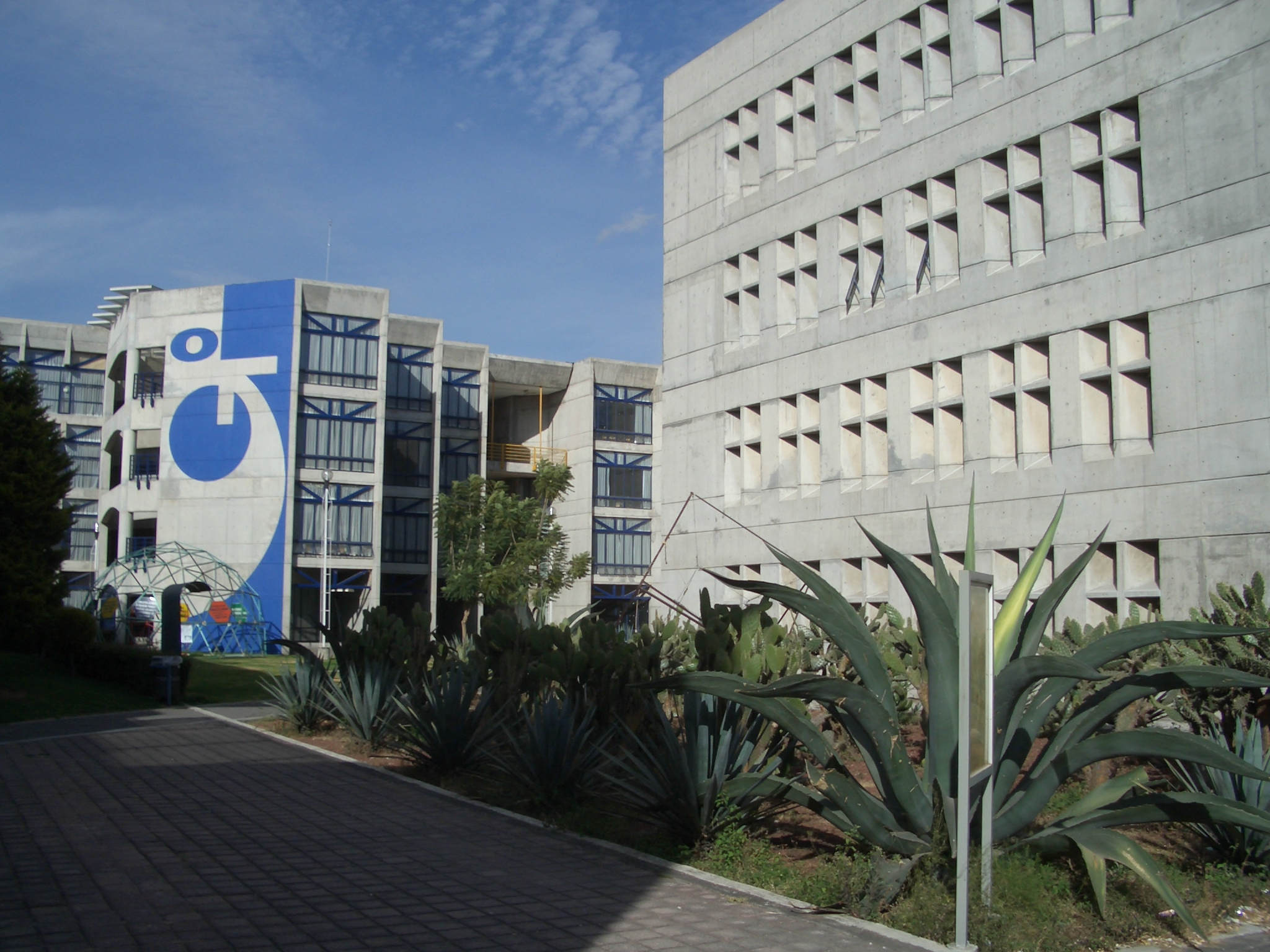
Edificios de la unidad de Xochimilco.

En 1973, la Asociación Nacional de Universidades e Instituciones de Educación Superior (ANUIES), entregó un documento al Presidente de la República Luis Echeverría Álvarez, en el que se planteaba la necesidad de establecer una nueva universidad en el área metropolitana, considerando el incremento de la demanda estudiantil y la insuficiencia de las instituciones universitarias existentes. Se proponía además, tomar esta oportunidad para modernizar la educación superior como parte de una reforma integral de la educación en México. La ley para la creación de la Universidad Autónoma Metropolitana entró en vigor el día primero de enero de 1974. Nace como una institución descentralizada del Estado, autónoma, con personalidad jurídica y patrimonio propio.
La Universidad fue integrada por tres unidades físicas en el Distrito Federal, para favorecer la descentralización, ubicadas en Azcapotzalco, Iztapalapa y Xochimilco, y su organización interna estaría compuesta por Divisiones y Departamentos Académicos en lugar de las Escuelas y Facultades tradicionales. Cada División agrupa diversas áreas del conocimiento y cada Departamento disciplinas afines, con objeto de darle una estructura flexible que impida el rezago que la educación ha resentido en relación con los avances de la ciencia.
El primer Rector de la Unidad Xochimilco fue el Dr. Ramón Villarreal Pérez, quien inició la actividad docente el 11 de noviembre de 1974.
- Ciencias Sociales y Humanidades (CSH).
- Ciencias Biológicas y de la Salud (CBS).
- Ciencias y Artes para el Diseño (CyAD).

#### Lerma

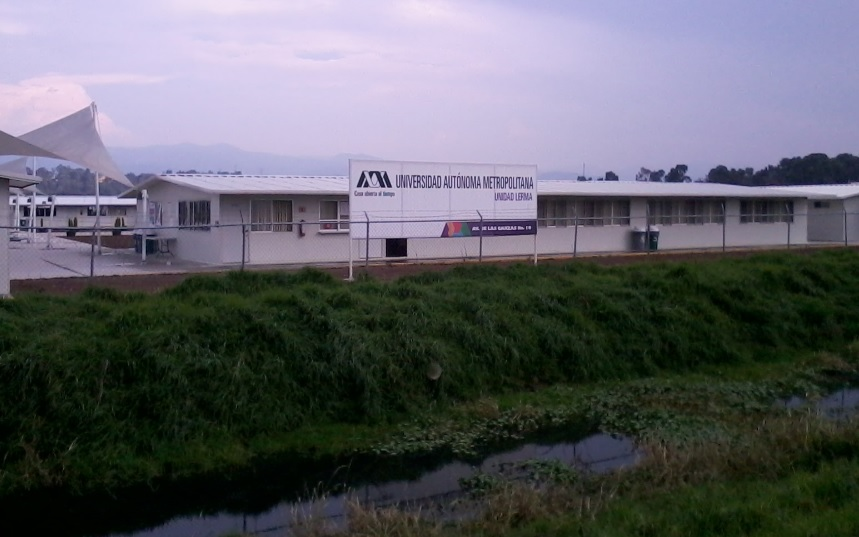
Edificios de la unidad de Lerma.

En mayo de 2009 el Colegio Académico de la UAM aprobó la creación de la quinta Unidad Académica en el municipio de Lerma de Villada en el Estado de México.
Su modelo educativo se basa en cinco ejes rectores que orientan y definen sus proyectos: transdisciplina, sustentabilidad, innovación, tecnología y tradición social UAM. Con base en la Ley Orgánica de la Universidad Autónoma Metropolitana, el Modelo UAM tiene la suficiencia para adecuarse, la capacidad para evolucionar y la cualidad para responder a las necesidades sociales siempre cambiantes de nuestro entorno.
Para ello, desde su fundación, la UAM-Lerma —al igual que las Unidades Académicas hermanas de Iztapalapa, Xochimilco, Azcapozalco y Cuajimalpa— ha impulsado las bondades de la figura del profesor-investigador, del esquema académico departamental, de la organización de la investigación por áreas, así como del reconocimiento e institucionalización de prácticas administrativas de apoyo académico, todos ellos aspectos plasmados en el Reglamento Orgánico de la Universidad Autónoma Metropolitana, aprobado por el Colegio Académico en 1982, documento que ha dado sentido y dirección universitaria a la Institución.
- Ciencias Básicas e Ingeniería (CBI).
- Ciencias Biológicas y de la Salud (CBS).
- Ciencias Sociales y Humanidades (CSH).

## Cultura

### Identidad

#### Emblema y lema
El emblema institucional de la UAM fue diseñado en 1974 por el destacado arquitecto mexicano Pedro Ramírez Vázquez y el lema “Casa abierta al tiempo”, fue propuesto por el nahuatlista e historiador Miguel León Portilla.
El emblema de la UAM es una estilización de su anagrama, en el que se presentan las iniciales enlazadas de la institución, en una especie de segmento de la cadena de ADN. Bajo el anagrama se encuentra el lema de la universidad. El emblema representa a la institución como una universidad flexible y abierta a todo el conocimiento y a las transformaciones históricas. Al mismo tiempo, es el símbolo de una institución estable y sólida.
Una traducción del lema propuesto por Miguel León Portilla (In calli ixcahuicopa). Cada unidad posee un color distintivo, pero al conjunto de las cinco las distingue la combinación de blanco y negro. El escudo de la UAM pretende alcanzar la universalidad en el espacio y la trascendencia en el tiempo.

#### Himno
El himno de la Universidad Autónoma Metropolitana, fue presentado en abril de 2009. Los autores de la letra fueron Pedro Moctezuma Barragán y su hija Lorena Moctezuma Sevilla. El autor de la música es Carlos Islas Arias y fue presentado en manos de la Orquesta Sinfónica del Conservatorio Nacional de Música en la "Puerta del Tiempo" de la Rectoría General.
El himno también se encuentra traducido al náhuatl por Librado Silva Galeana. Se estrenó el 11 de septiembre de 2009, en la Rectoría General, en el Auditorio Pedro Ramírez Vázquez.(Véase enlace externo para consultar el himno).

#### Mascota

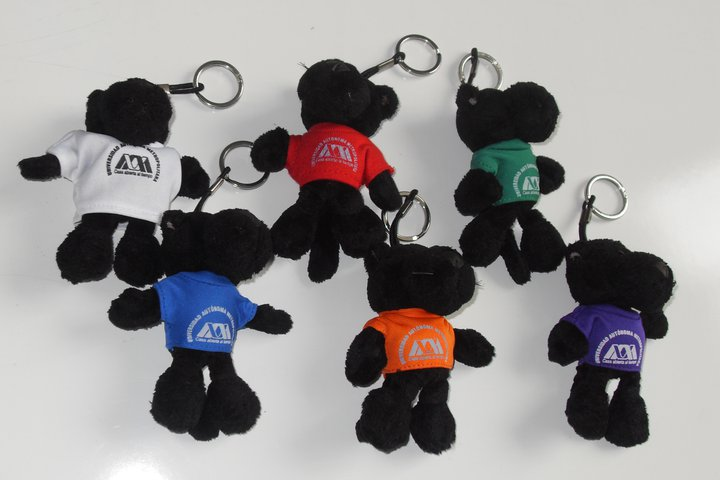
Llaveros promocionales con la mascota institucional y los colores de la universidad y de las cinco unidades académicas.

La mascota simbólica de la UAM es una pantera negra (Panthera onca). La pantera negra es usada como un elemento arraigado en la mitología mesoamericana, además de buscar sus raíces en lo prehispánico.
En el marco de la concepción de la identidad institucional y para celebrar el 35 aniversario de la Universidad Autónoma Metrópolitana fue editado el libro Panthera onca, una obra que hace honor al felino endémico del continente americano que es emblema, estandarte y mascota de la UAM
La mascota fue usada por la selección de fútbol americano de esta casa de estudios en la liga mexicana de fútbol americano hasta su desaparición en 2003.

### Tradiciones
La UAM comenzó a celebrar sus aniversarios cada lustro tanto en las Unidades como en Rectoría General.
X Aniversario, en 1984 el físico Sergio Reyes Luján, Rector General, institucionalizó las festividades. El 22 de enero de 1984, el Rector General Sergio Reyes Luján anunció que la institución celebraría su X aniversario, nombrando al Ing. Jorge Hanel del Valle presidente de la Comisión de Programa de Celebración, a partir de ese año se otorgó un reconocimiento al personal de la Universidad, que cumple 10 años de labores y posteriormente por cada lustro.
XV aniversario, proyecto a cargo del doctor Roberto Valera Velázquez. En mayo de 1989, el Rector General Oscar M. González Cuevas hizo la declaratoria inaugural de los festejos en una ceremonia realizada en la Galería Metropolitana. Como parte de esos festejos durante seis meses se desarrollaron actividades académicas.
XX aniversario, En esta edición se instituyó la publicación de una convocatoria para asignar logotipo y lema al vigésimo aniversario, el Rector General Julio Rubio Oca entregó los premios a Eduardo Espinoza (logotipo) y Alfonso Rangel (lema "Tiempo abierto al cambio"). Dentro de los festejos se llevó a cabo la entrega del doctor honoris causa, la instalación de la Cátedra José Matí, y la realización de un concierto de gala y la exposición de 20 años de labores universitarias.
XXV aniversario, el Rector General José Luis Gázquez Mateos entregó los premios a Jorge Argaíz Chapa (lema), a Hernán García Crespo y Daniel Jacob Bobadilla Bernal (logotipo). Se realizó una moneda alusiva en plata realizada por Xavier Bermúdez, En el marco de estos festejos, la UAM y el Servicio Postal Mexicano emitieron el 25 de octubre una estampilla postal conmemorativa. El Colegio Nacional se suma a los festejos de la Universidad con la realización de un ciclo de conferencias magistrales.
XXX aniversario, El 15 de diciembre de 2003 dan inicio las actividades conmemorativas, el Rector General Dr. Luis Mier y Terán Casanueva hace entrega a los ganadores del concurso del logotipo y lema a Areli García Santa Olaya (lema "…transformando el diálogo por la razón") y Jonathan Israel Carbajal García (logotipo). Se entrega el Premio a la Investigación 2003 y la develación simbólica de la escultura monumental "Puerta al tiempo" del artista Manuel Felguérez. Los premios Nobel de Química, así como el Nobel de Física; ofrecieron una conferencia en la Casa de la Primera Imprenta de América, acompañados por el Rector General.

### Recintos, centros y espacios
- El Centro de difusión Casa Rafael Galván fue donado a la UAM por el Instituto de Estudios Obreros Rafael Galván, acordando ambas partes que el inmueble se destinaría a los objetivos para los que fue creada la Universidad, haciendo énfasis en la preservación y difusión de la cultura y destacando la organización de actividades relacionadas con la temática laboral y la historia obrera de México.[20]

- La Casa del tiempo es un ubicado en un inmueble del siglo XIX, la cual fue la casa de Ezequiel Padilla, y declarada con valor artístico por el Instituto Nacional de Bellas Artes. Fue adquirida por la UAM para los fines específicos de la preservación y difusión de la cultura. La Casa del Tiempo ofrece espacios para talleres, cursos, conferencias, mesas redondas sobre divulgación de la ciencia y la tecnología y afirma su vocación inicial para la música y la cinematografía.[20]

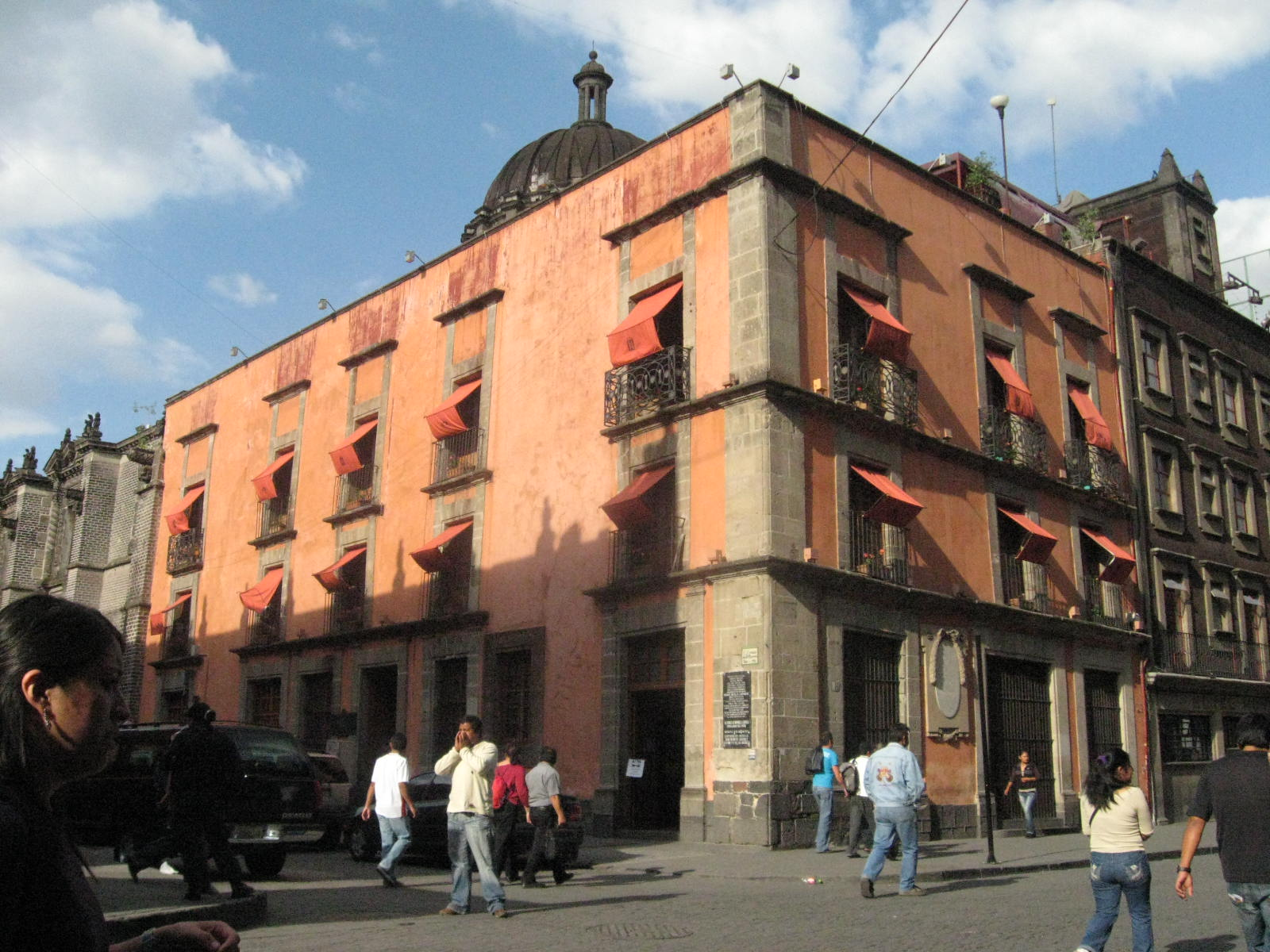
Exterior de la Casa de la Primera Imprenta de América.

- La Galería Metropolitana[21] abrió sus puertas en los años 80, con una exposición homenaje a Rufino Tamayo. Es un espacio cultural que difunde las diversas manifestaciones del arte contemporáneo de México y el extranjero; algunos de los creadores que han presentado su obra en este recinto son: Miguel Covarrubias, José Luis Cuevas y Francisco Toledo.
- El Teatro Casa de la paz,[22] fue adaptado y remodelado en 1965 sobre lo que fue el Teatro Ariel, con el objetivo de ser un espacio destinado a la presentación de obras de la literatura universal al alcance del pueblo. A partir de 1981 el inmueble forma parte del patrimonio de la Universidad Autónoma Metropolitana, y es un espacio para la presentación y difusión de las artes escénicas contemporáneas.

- La 'Casa de la primera imprenta de América', es un centro de difusión cultural que se localiza en el Centro Histórico de la Ciudad de México, en un inmueble que fue otorgado a la UAM en calidad de comodato por el Instituto Nacional de Antropología e Historia. Considerando su marco histórico, vocación y ubicación, este centro se enfoca a promover actividades culturales y de educación continua relativas al universo de la palabra y de la imagen impresa: las publicaciones, las artes gráficas, la literatura y la producción editorial, así como a preservar las tradiciones de la cultura mexicana.

### Publicaciones periódicas y servicios electrónicos
- Revista Casa del tiempo
- Revista Signos Filosóficos
- Revista Signos Históricos (enlace roto disponible en Internet Archive; véase el historial, la primera versión y la última).
- Revista Alteridades
- Enlace de difusión Casa de libros abiertos

- Biblioteca digital